# 天雾号驱逐舰
天雾号驱逐舰（日语：／ Amagiri ?）是大日本帝国海军的一等驱逐舰，是吹雪型驱逐舰（特型）的15号舰和绫波型的5号舰。1928年（昭和3年）11月于石川岛造船所起工，1930年2月下水，
1944年4月在太平洋战争中触雷沉没。本舰因在战时与约翰·肯尼迪所乘坐的PT艇相撞而闻名。

## 舰历
1935年9月26日，于第四舰队事件中因台风而轻微受损。
1937年参加中日战争和入侵越南。1941年12月太平洋战争开战后，天雾参加了马来半岛登陆战的支援。1942年1月27日在興樓外海海戰中连同川内、白雪、吹雪、初雪和朝雾击沉了英国珊奈特号驱逐舰 (D29)。之后，参加支援对安达曼群岛和苏门答腊岛的攻略作战。
1942年4月参加印度洋通商破坏作战，在4月6日与重巡三隈、最上合力击沉了五艘商船。同年5月29日随同主力战舰队参战中途岛海战。8月7日瓜达尔卡纳尔岛战役爆发，日本海军在东所罗门海战失利后改以驱逐舰为驻岛陆军输送补给物资，天雾在8月间也多次参加了输送作战。10月13日日军战舰炮击亨德森机场，第二天，天雾与重巡鸟海、衣笠和驱逐舰望月一同再次对机场进行了炮击。
1943年7月5日库拉湾海战爆发，天雾两次交战并受损，然而发射的鱼雷没有命中美舰。1943年8月1日，天雾与驱逐舰萩风等参加对科隆班加拉岛的输送作战，并与PT-109号魚雷快艇相撞，使得后者沉没。11月1日，天雾与重巡羽黑、妙高等参加布干维尔岛的反登陆作战。11月24日，天雾与驱逐舰大波、卷波、夕雾、卯月共同进行对布卡岛的输送任务，随后在圣乔治角海战中遭到三艘美军驱逐舰的攻击，日舰损失三艘，但是天雾成功脱离。日军的东京快车作战也随着是次战斗的失败而划上句号。
12月7日，天雾在新爱尔兰岛附近海域与驱逐舰秋风相撞受损，返回本土修理后在东南亚方面行动，1944年4月23日于望加锡海峡触雷沉没。
1944年6月10日除籍。

## 与PT-109号的相撞事件

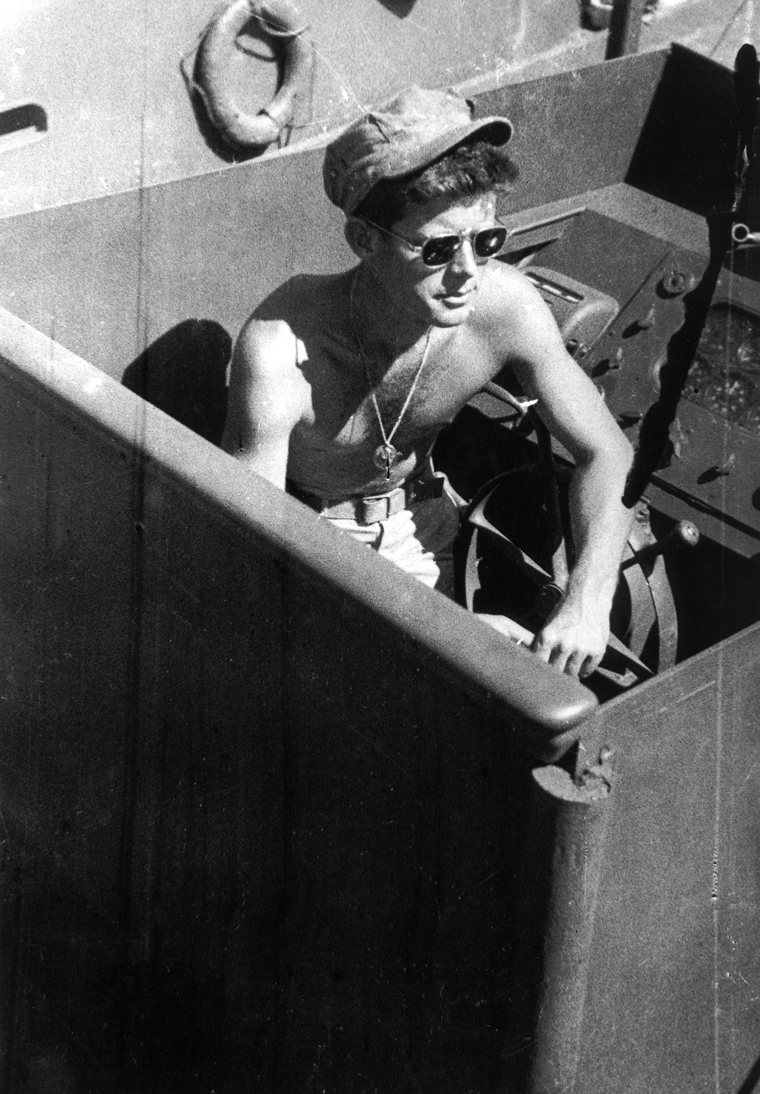
1943年肯尼迪在PT-109號上

1943年天雾在所罗门群岛新乔治亚岛以西海域执行哨戒任务时，与约翰·肯尼迪任艇长的PT-109号魚雷快艇相撞，致使后者薄弱的木制船体破裂，当场沉没。天雾的乘员确信PT-109號的全体船员必死无疑，并如是报告上级，受到了军令部的赞赏。
事实上PT-109號只有2人死亡，肯尼迪在经历了数天的艰苦逃生后生还，还因在事件中展现的勇气和毅力而成为了当时报纸和新闻的头条人物。后来，肯尼迪在1952年的参议院选举和1960年的总统大选中，收到了来自天雾全体船员的勉励信。
此次事件被改编为电影《PT109》，电影在肯尼迪遇刺五个月之前公映。

## 流行文化
天雾号在角川游戏开发、DMM.com提供及运营的网页游戏舰队Collection中登场。

## 历任舰长
※见《艦長たちの軍艦史》279-280頁。

### 舣装员长
1. 帖佐敬吉 中佐：1930年6月20日 -

### 艦長
1. 帖佐敬吉 中佐：1930年11月10日 - 1931年12月1日
2. 広瀬末人 中佐：1931年12月1日 - 1932年5月16日[2]
3. 金桝義夫 少佐：1932年5月16日 - 12月1日
4. 博義王 少佐：1932年12月1日 - 1933年10月10日[3]
5. 佐藤俊美 中佐：1933年10月10日 - 1935年10月15日
6. 中川浩 中佐：1935年10月15日 - 1936年12月1日
7. （兼）松原博 中佐：1936年12月1日 - 1936年12月12日
8. 原為一 少佐：1936年12月12日[4] - 1937年12月1日[5]
9. 中原義一郎 少佐：1937年12月1日 - 1940年9月1日[6]
10. 芦田部一 中佐：1940年9月1日 -
11. 花見弘平 少佐：1943年5月25日 -
12. 吉永源 少佐：1944年3月1日 -

## 脚注
1. ↑  . 艦隊これくしょん -艦これ- 攻略 Wiki*.   [2017-08-14]. （原始内容存档于2017-08-14）.
2. ↑  『官報』第1612号、昭和7年5月18日。
3. ↑  『官報』第2035号、昭和8年10月11日。
4. ↑  『官報』第2986号、昭和11年12月14日。
5. ↑  . 亞洲歷史資料中心 （日语）.
6. ↑  . 亞洲歷史資料中心 （日语）.

## 關聯項目
- 聯合艦隊
- 太平洋战争